# Liste des cavités naturelles les plus profondes de la Meuse
La liste des cavités naturelles les plus profondes de la Meuse recense, sous forme de tableau(x), les cavités souterraines naturelles connues dans ce département français, dont le dénivelé est supérieur ou égal à trente mètres.
La communauté spéléologique considère qu'une cavité souterraine naturelle n'existe vraiment qu'à partir du moment où elle est « inventée » c'est-à-dire découverte (ou redécouverte), inventoriée, topographiée et publiée. Bien sûr, la réalité physique d'une cavité naturelle est la plupart du temps bien antérieure à sa découverte par l'homme ; cependant tant qu'elle n'est pas explorée, mesurée et révélée, la cavité naturelle n'appartient pas au domaine de la connaissance partagée.
La liste spéléométrique des 31 plus profondes cavités naturelles de la Meuse (≥ trente mètres) est actualisée à décembre 2018.
La plus profonde cavité souterraine naturelle répertoriée dans le département de la Meuse est  « le réseau de la Sonnette », sur la commune de Savonnières-en-Perthois (cf. ligne 1 du tableau ci-dessous).

## Cavités de la Meuse (France) dont la dénivellation est supérieure ou égale à 30 mètres
31 cavités sont recensées au 31-12-2018.
| Réf. | Cavité (Autres noms)                                      | Commune                                                    | Zone géographique | Coordonnées (WGS 84)        | Dénivel. (mètres) | Dévelop. (mètres) | Sources ou références                                | Mise à jour |
| ---- | --------------------------------------------------------- | ---------------------------------------------------------- | ----------------- | --------------------------- | ----------------- | ----------------- | ---------------------------------------------------- | ----------- |
| 1    | Réseau de la Sonnette                                     | Savonnières-en-Perthois                                    |                   | 48° 36′ 16″ N, 5° 07′ 29″ E | +0065, m          | +000500, m        | Maison Lorraine de la Spéléologie                    | 2015-06     |
| 2    | Gouffre de la Besace                                      | Savonnières-en-Perthois                                    |                   | 48° 36′ 28″ N, 5° 07′ 14″ E | +0063, m          | +000160, m        | Maison Lorraine de la Spéléologie                    | 2000-12     |
| 3    | Gouffre de Fains                                          | Fains-les-Sources                                          |                   | 48° 47′ 00″ N, 5° 06′ 43″ E | +0060, m          | +000180, m        | Maison Lorraine de la Spéléologie & IKARE            | 2000-12     |
| 4    | Réseau du Rupt-du-Puits                                   | Beurey-sur-Saulx, Robert-Espagne, Trois-Fontaines-l'Abbaye |                   | 48° 44′ 50″ N, 5° 01′ 19″ E | +0053, m          | +017 400, m       | plongeesout.com, & Maison Lorraine de la Spéléologie | 2015-06     |
| 5    | Gouffre du Lion                                           | Ancerville                                                 |                   | 48° 38′ 17″ N, 5° 01′ 19″ E | +0050, m          | +000275, m        | Maison Lorraine de la Spéléologie                    | 2000-12     |
| 6    | Gouffre des Cascades                                      | L'Isle-en-Rigault                                          |                   | 48° 42′ 14″ N, 5° 01′ 30″ E | +0048, m          | +000100, m        | Maison Lorraine de la Spéléologie                    | 2000-12     |
| 7    | Gouffre des Parsons                                       | L'Isle-en-Rigault                                          |                   | 48° 42′ 03″ N, 5° 02′ 03″ E | +0048, m          | +0 00088, m       | Maison Lorraine de la Spéléologie & IKARE            | 2000-12     |
| 8    | Réseau de l'Avenir - Grande viaille                       | Savonnières-en-Perthois                                    |                   | 48° 36′ 36″ N, 5° 08′ 18″ E | +0045, m          | +001 080, m       | Maison Lorraine de la Spéléologie                    | 2015-06     |
| 9    | Gouffre du Blaireau                                       | L'Isle-en-Rigault                                          |                   | 48° 42′ 26″ N, 5° 01′ 33″ E | +0045, m          | +0 00060, m       | Maison Lorraine de la Spéléologie                    | 2000-12     |
| 10   | Gouffre du Toboggan                                       | L'Isle-en-Rigault                                          |                   | 48° 42′ 19″ N, 5° 01′ 32″ E | +0045, m          | +0 00090, m       | Maison Lorraine de la Spéléologie                    | 2000-12     |
| 11   | Gouffre du Papou                                          | Aulnois-en-Perthois                                        |                   | 48° 37′ 45″ N, 5° 07′ 54″ E | +0044, m          | NC                | Maison Lorraine de la Spéléologie                    | 2000-12     |
| 12   | Gouffre BC 19 ou de l'Armistice                           | L'Isle-en-Rigault                                          |                   | 48° 42′ 21″ N, 5° 01′ 22″ E | +0044, m          | NC                | Maison Lorraine de la Spéléologie                    | 2000-12     |
| 13   | Gouffre des Quatre Jeans                                  | L'Isle-en-Rigault                                          |                   | 48° 42′ 24″ N, 5° 01′ 27″ E | +0043, m          | +0 00045, m       | Maison Lorraine de la Spéléologie                    | 2000-12     |
| 14   | Gouffre BC 27 ou du Céphalopode                           | L'Isle-en-Rigault                                          |                   | 48° 42′ 24″ N, 5° 01′ 35″ E | +0043, m          | NC                | Maison Lorraine de la Spéléologie                    | 2000-12     |
| 15   | Trou Hervelin                                             | Ancerville                                                 |                   | 48° 38′ 29″ N, 5° 02′ 34″ E | +0043, m          | +0 00065, m       | Maison Lorraine de la Spéléologie & IKARE            | 2000-12     |
| 16   | Gouffre Lavandier                                         | Saudrupt                                                   |                   | 48° 41′ 38″ N, 5° 02′ 25″ E | +0041, m          | NC                | Maison Lorraine de la Spéléologie & IKARE            | 2000-12     |
| 17   | Gouffre de Vannerchel                                     | Ancerville                                                 |                   | 48° 39′ 26″ N, 5° 02′ 00″ E | +0041, m          | +0 00090, m       | Maison Lorraine de la Spéléologie                    | 2000-12     |
| 18   | Grotte du Cimetière                                       | Combles-en-Barrois                                         |                   | 48° 45′ 13″ N, 5° 07′ 23″ E | +0040, m          | +000640, m        | Maison Lorraine de la Spéléologie                    | 2015-06     |
| 19   | Gouffre Pélagie                                           | Savonnières-en-Perthois                                    |                   | 48° 36′ 54″ N, 5° 07′ 50″ E | +0040, m          | +000120, m        | Maison Lorraine de la Spéléologie                    | 2000-12     |
| 20   | Gouffre du Cordonnier                                     | L'Isle-en-Rigault                                          |                   | 48° 42′ 25″ N, 5° 01′ 34″ E | +0040, m          | NC                | Maison Lorraine de la Spéléologie                    | 2000-12     |
| 21   | Gouffre de la Mèche                                       | Savonnières-en-Perthois                                    |                   | 48° 36′ 26″ N, 5° 07′ 17″ E | +0040, m          | NC                | Maison Lorraine de la Spéléologie & IKARE            | 2000-12     |
| 22   | Gouffre de la Mare                                        | Aulnois-en-Perthois                                        |                   | 48° 38′ 30″ N, 5° 07′ 17″ E | +0040, m environ  | NC                | Maison Lorraine de la Spéléologie & IKARE            | 2000-12     |
| 23   | Gouffre Hermitte                                          | Robert-Espagne                                             |                   | 48° 43′ 41″ N, 5° 01′ 17″ E | +0037, m          | NC                | Maison Lorraine de la Spéléologie                    | 2000-12     |
| 24   | Gouffre du Poisson n°1                                    | L'Isle-en-Rigault                                          |                   | 48° 42′ 36″ N, 4° 59′ 54″ E | +0035, m          | +000900, m        | Maison Lorraine de la Spéléologie                    | 2000-12     |
| 25   | Ruisseau souterrain de Jean-d’Heurs                       | L'Isle-en-Rigault                                          |                   | 48° 42′ 16″ N, 5° 00′ 46″ E | +0034, m          | +001 300, m       | Maison Lorraine de la Spéléologie                    | 2015-06     |
| 26   | Gouffre de la Pelle                                       | Ancerville                                                 |                   | 48° 39′ 36″ N, 5° 01′ 53″ E | +0033, m          | NC                | Maison Lorraine de la Spéléologie & IKARE            | 2000-12     |
| 27   | Ruisseau souterrain de la Dorma                           | L'Isle-en-Rigault                                          |                   | 48° 42′ 25″ N, 5° 00′ 30″ E | +0033, m          | +003 000, m       | Spelunca n°112 & Maison Lorraine de la Spéléologie   | 2015-06     |
| 28   | Gouffre de L'Isle-en-Rigault ou Cheminée des Grands Parcs | L'Isle-en-Rigault                                          |                   | 48° 42′ 12″ N, 5° 02′ 05″ E | +0032, m          | NC                | Maison Lorraine de la Spéléologie                    | 2015-06     |
| 29   | Gouffre du Boistier, alias Gouffre de la Lame             | Aulnois-en-Perthois                                        |                   | 48° 38′ 32″ N, 5° 07′ 17″ E | +0030, m          | NC                | Maison Lorraine de la Spéléologie & IKARE            | 2000-12     |
| 30   | Gouffre du Bois du Roi                                    | Robert-Espagne                                             |                   |                             | +0030, m          | NC                | Maison Lorraine de la Spéléologie                    | 2000-12     |
| 31   | Gouffre de Vautéval n°1                                   | Hévilliers                                                 |                   | 48° 36′ 31″ N, 5° 18′ 21″ E | +0030, m environ  | NC                | Maison Lorraine de la Spéléologie & IKARE            | 2000-12     |